# Synargis chaonia
Espèce
Synargis chaonia est un insecte lépidoptère appartenant à la famille  des Riodinidae et au genre Synargis.

## Taxonomie
Synargis chaonia a été décrit par William Chapman Hewitson en 1853 sous le nom de Nymphidium chaonia.

### Sous-espèce
Synargis chaonia indivisa Brévignon, 1998.

## Écologie et distribution
Synargis chaonia est présent en Guyane et au Brésil.

### Protection
Pas de statut de protection particulier.